# Inka Bach (Schriftstellerin)
Inka Bach (* 27. April 1956 in Ost-Berlin) ist eine deutsche Schriftstellerin.

## Leben
Inka Bach wuchs in Ost-Berlin auf. 1972 floh sie mit ihrer Familie nach West-Berlin. Nach dem Abitur 1974 studierte sie ab 1975 Germanistik und Philosophie an der Freien Universität Berlin. 1982 erlangte sie den Magistergrad; 1987 promovierte sie mit einer Arbeit über deutsche Psalmendichtung zum Doktor der Philosophie. 
In den folgenden Jahren war sie als Drehbuchautorin und Regisseurin an Fernsehproduktionen beteiligt. Seit 1991 ist sie Gründungsmitglied der Berliner Künstlerinitiative Courage gegen Fremdenhass e. V. 1998 nahm sie am Ingeborg-Bachmann-Wettbewerb in Klagenfurt teil. Inka Bach hat zwei Kinder und lebt als freie Schriftstellerin in Berlin.
Inka Bach ist Verfasserin von erzählender Prosa, Gedichten, Kolumnen, Hörspielen, Theaterstücken und Drehbüchern.
Inka Bach ist Mitglied des Verbandes Deutscher Schriftsteller. 
Sie erhielt u. a. 1989 ein New-York-Stipendium des Berliner Senats, 1998 und 2003 ein Stipendium der Stiftung Preußische Seehandlung, 1998 war sie Stadtschreiberin zu Rheinsberg sowie 2002 Stadtschreiberin von Erfurt. 2004 erhielt sie ein Aufenthaltsstipendium in Amsterdam, 2009 und 2010 eines im internationalen Künstlerdorf Schöppingen, 2011 eines im writers’ and translators’ house Ventspils/Lettland. 2012 erhielt sie für sechs Monate das Amt der Burgschreiberin in Beeskow (Brandenburg), 2013/2014 das Baldreit-Stipendium in Baden-Baden.

## Werke
- Deutsche Psalmendichtung vom 16. bis zum 20. Jahrhundert. Verlag de Gruyter, Berlin [u. a.] 1989 (zusammen mit Helmut Galle; Diss. FU Berlin 1987/1988).
- Hesel. Berlin 1992 (mit Holzschnitten von Karl Schäfer).
- Pansfüße. Gedichte. Berlin 1994 (mit Holzschnitten von Karl Schäfer).
- Wir kennen die Fremde nicht. Rheinsberger Tagebuch. Ullstein, Berlin 2000.
- Bachstelze. Kolumnen und Gedichte. Erfurt 2003.
- Glücksmarie. Roman. Transit Verlag, Berlin 2004.
- Der gemeinsame Weg. Gedichte. Aphaia Verlag, Berlin 2008.
- Der Schwester Schatten. Eine Szenerie nach Trakl. Theaterstück. Kaiser Verlag Wien. UA: Berlin 2010. Regie: Ingrun Aran.
- Aufzeichnungen aus dem Untergrund nach Dostojewskij. Theaterstück. UA: Berlin 2011. Regie: Ingrun Aran,
- Paul Marcus (Pem): Zwischen zwei Kriegen. Aus Berlins glanzvollsten Tagen und Nächten. Mit einem Nachwort von Inka Bach. Transit Verlag, Berlin 2013 (Neuauflage: Heimweh nach dem Kurfürstendamm. Aus Berlins glanzvollsten Tagen und Nächten, Berlin 1952).
- Die Stadt der spitzen Hüte. Beeskower Kolumnen. Kupferschmiede, Beeskow 2013.
- Kunst, Kaviar und Kamelien. Baden-Badener Kolumnen. Rendezvous Verlag, Baden-Baden 2014.
- Nasser Asphalt. Gedichte. Aphaia Verlag, Berlin 2015.
- Am Neuen See. Eine Begegnung. Gedichte. Axel Dielmann-Verlag, Frankfurt am Main 2020 (mit Michael Wäser)

## Hörspiele
- 1998: Der Schwester Schatten. (Hörspiel – RBB)
- 1998: Hesel. (Hörspiel – DLR)
- 2002: mit Regine Ahrem: Wer zählt die Opfer, nennt die Namen (Hörspiel – RBB)
- 2012: mit Ingrun Aran: Schönes Wochenende – Regie: Ingrun Aran (Hörspiel – RBB)
- 2014: Männerfresser oder der Berg des Todes – Regie: Kirstin Petri (Hörstück – SWR)
- 2014: Im Ohrenland des Krieges – Regie: Maria Ohmer (Hörspiel – SWR 2014)